# Illa Vega

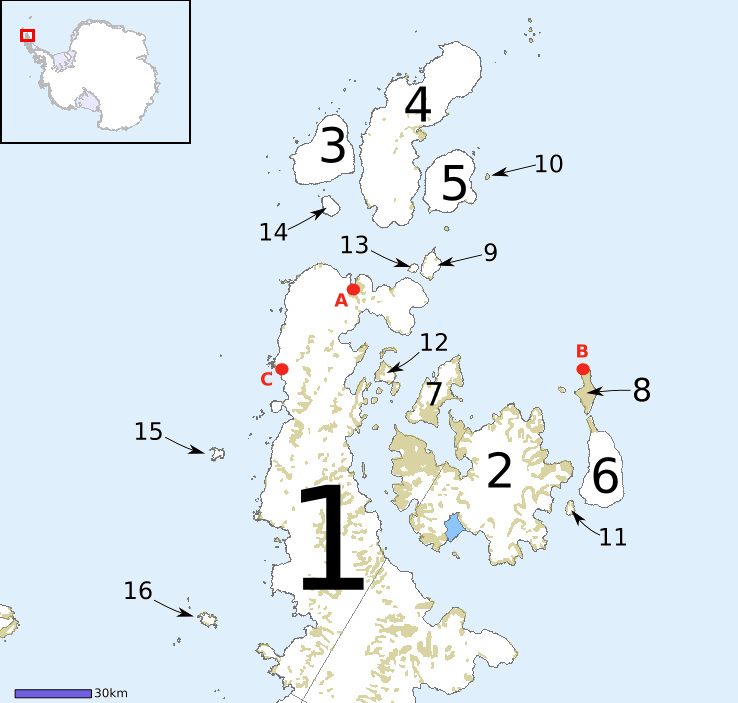
Part septentrional de la terra de Graham i les illes circumdants.
1 Península Antàrtica, 2 illa James Ross, 3 illa D'Urville, 4 illa Joinville, 5 illa Dundee, 6 illa Snow Hill, 7 illa Vega, 8 illa Seymour, 9 illa Andersson, 10 Illa Paulet, 11 illa Lockyer, 12 illa Eagle, 13 illa Jonassen, 14 illa Bransfield, 15 illa Astrolabe, 16 illa de ZigZag

L'illa Vega és una petita illa situada al nord-oest de l'illa James Ross, a la península Antàrtica. El descobriment de molts fòssils del Cretaci i el Paleocè en fa un jaciment de gran importància per a la recerca sobre les conseqüències de l'extinció K-Pg.
La majoria de fòssils trobats a l'illa Vega pertanyen a ocells i altres dinosaures. Durant el segle xx es discutí si els ocells moderns havien conviscut amb els seus avantpassats durant el Cretaci o si, en canvi, la seva radiació evolutiva s'havia produït després de l'extinció dels dinosaures no aviaris. L'anseriforme Vegavis iaai, un ocell del Maastrichtià descobert el 1992 que no fou descrit fins al 2005, oferí la prova definitiva que els ocells moderns havien aparegut abans del Cenozoic.